# FL Studio Mobile
Chronologie des versions
4.7.0
FL Studio Mobile est une station audio-numérique disponible sur systèmes iOS incluant l'iPad, l'iPhone, et l'iPod touch. Il existe une autre version en HD pour iPad 1 et iPad 2. Image-Line a également distribué une version pour système Android le 19 avril 2013.
Le programme permet la création de projets musicaux complets, qui peuvent par la suite être exportés sous fichiers AAC, WAV, MIDI, ou format projet .FLM qui peut être ouvert grâce à FL Studio 10.0.5 ou versions supérieures. Ce programme inclut un step sequencer, un piano roll, un clavier, un drum pad, une barre d'outil, des effets, et 133 échantillons d'instruments dont des morceaux de synthétiseurs et de percussions,. Des instruments sous formats .zip ou .instr files. peuvent être ajoutés.

## Sortie
Le 21 juin 2011, Image-Line commercialise FL Studio Mobile et FL Studio Mobile HD, deux versions inspirées du programme informatique FL Studio sur Windows. Image-Line distribue le programme sous le prix initial de 14,99 $ (19,99 $ pour la version en HD),, les deux versions étant disponible en guise de téléchargement payant sur App Store. FL Studio Mobile 1.0 est compatible avec les machines opérant sous iOS 3.1.3 ou versions supérieures, spécifiquement sur tous les types de modèles iPhone et iPod touch. L'iPad 1 et 2 sont également compatible avec FL Studio Mobile ou FL Studio Mobile HD, et la version HD version requiert iOS 4.2 ou plus,. La version pour iPhone 4 est compatible sur écran Retina.

## Interface
Le programme possède une barre d'outil supportant 99 layered tracks.
Le piano roll permet la distribution manuelle de notes en dessinant un rectangle avec le doigt.

### Import-export
La version 1.0 ne peut supporter aucun import d'instrument bien qu'Image-Line ait annoncé une future mise à jour permettant d'incorporer ce type d'import,. Le programme supporte le partage de fichiers sur iTunes, et le son peut être exporté sous formats WAV et MIDI permettant ainsi leur compatibilité avec d'autres stations audio-numériques. Les projets peuvent être sauvegardés sous format .FLM puis chargés sur Microsoft Windows pour pouvoir être ouvert sur la version 10.0.5. ou supérieure de FL Studio. Cela peut s'effectuer sur un ordinateur Windows sur lequel est installé FL studio, ou sur un ordinateur Apple en utilisant Boot Camp ou virtualisation,.

## Accueil
- (en) Evolver.fm: Addictive iPad Music Creation (22 juin 2011)
- (en) AppStorm: Professional Music-Making on the iPad (8 juillet 2011) -
- (en) MusicRadar: FL Studio Mobile 1.0 Review (8 août 2011) -